# Boosted
Boosted (dříve jako Boosted Boards) je americký výrobce elektrických skateboardů sídlící v Mountain View, Kalifornie. Firma byla založena v polovině roku 2012 s finanční podporou společnosti StartX. Společnost založili Sanjay Dastoor, John Ulmen a Matthew Tran, kteří na toto téma v roce 2013 vydali rozhovor pro TED.
Společnost zahájila kampaň na Kickstarteru slibující prémiový elektrický skateboard nazvaný "Boosted Board", když se vybere 100 000 $. Kampaň získala obrovský úspěch a bylo vybráno přes 467 000 $.
V roce 2014 byl původní Boosted Board přejmenován na Dual+ a byly oznámeny dva nové modely: Dual a Single. Dual a Single obdržely nový, vylepšený software.
19. května 2016 byl představen Boosted Board 2. Mezi jeho funkce patří vyměnitelná baterie pro volitelnou baterii s prodlouženým dojezdem, odolnost proti vodě, kola 80 mm Orangatang Kegel, vylepšené Bluetooth a schopnost obsluhy a opravy desky uživatelem. Single model byl však zrušen.